# Parc Nacional de Białowieża (Belarús)
El Parc Nacional de Białowieża (en belarús: Нацыянальны парк Белавежская пушча, en rus: Национальный парк "Беловежская пуща") fou creat a partir d'un antic domini reial i de caça imperial, i va esdevenir parc nacional el 1932 sota el nom polonès: Parc Narodowy w Białowieży. De fet, el lloc està dividit en dos, des del 1945, per la frontera entre els dos països. A Polònia, el parc va mantenir el seu estat (Bialowieski Park Narodowy). A Belarús, en temps de la Unió Soviètica, funcionava com a reserva de caça. L'estat de parc nacional es va restaurar el 1991.
Té una superfície total d'unes 150.000 hectàrees i és un espai protegit de categoria II, segons la Unió Internacional per a la Conservació de la Natura. La part belarussa va ser declarada Patrimoni de la Humanitat el 1992, dins la denominació de Bosc de Białowieża.

## Descripció
La superfície del parc està formada en la seva gran majoria per boscos qualificats com a Reserva Mundial de la Biosfera i on es troba el bosc de Białowieża. Conté una gran varietat de fauna i flora, amb prop de 200 espècies d'aus i 62 espècies de mamífers; gràcies als anys que fa que està sota protecció oficial, moltes espècies vegetals han sobreviscut mentre que en altres parts del món s'han extingit.

### Flora
Hi ha prop de 3 000 espècies de plantes referenciades al bosc. S'hi han referenciat també 1.500 espècies de fongs, 200 espècies de molses, gairebé 250 espècies de líquens i nombroses algues. També conté una gran varietat d'espècies d'arbres com l'avet roig, el pi roig, el roure, el vern, l'àlber i el bedoll d'entre les més nombroses.

### Fauna
S'enumeren al voltant de 11.559 espècies diferents dins del parc, entre d'altres, molts invertebrats. Es troben cérvols, ants i senglars i, alguns animals més rars com llops, linxs i castors. També al parc hi ha una població de bisons europeus, la major del món d'aquests mamífers terrestres. Hi ha moltes aus, prop de 300 espècies referenciades, incloent 7 espècies de mussols. També s'hi troben 7 espècies de rèptils, 23 espècies de peixos i 17 espècies d'amfibis aproximadament.